# Tabasarani
Tabasarani (Табасараны) kavkaski narod koji pretežno živi u Rusiji, odnosno u autonomnoj republici Dagestan, poglavito sjeverno od rijeke Samur uz gornje tokove rijeka Rubas-chai i Chirakh-chai, te u nekim državama s područja bivšeg Sovjetskog Saveza, Azerbajdžan, Kazahstan, Turkmenistan i Uzbekistan. Njihova ukupna etnička populacija na području današnje Rusije iznosila je 131.785  (2002 popis).
Tabasarani etnolingvistički pripadaju lezginskoj skupini naroda i jezika. Govore dva dijalekta tabasaranskog ili ghumghum jezika [tab], sjeverni (khanag) i južni, a uz njega i drugim jezicima. Mnogi Tabasarani su trilingualni pa i multilingualni, a svi govore uz tabasaranski i azerski jezik.
Većina ih živi u planinskim područjima gdje se bave poljodjelstvom i stočarstvom na pašnjacima. Pšenica, raž, proso, heljda, grah i kukuruz najvažnije su kulture. Sa stokokom se sezonski sele, preko ljeta na plannske pašnjake a zimi na niže platoe. Kuće su tipično kamene i dvokatne, u suvremeno doba s velikim prozorima.
Jela kod Tabasarana temelje se na uzgojenom bilju, te mesu i mlijeku domaćih životinja, goveda i ovaca. Proizvode i mlaćenicu, fermentirani mliječni napitak, te blaža alkoholna pića.
Od obrta poznaju čipkarstvo, tkanje tepiha, obradu kože, drveta, kamena i srebrarstvo. U sovjetska vremena obrtnici su bili udruženi u kooperativne skupine.